# مقاعد السلامة للأطفال

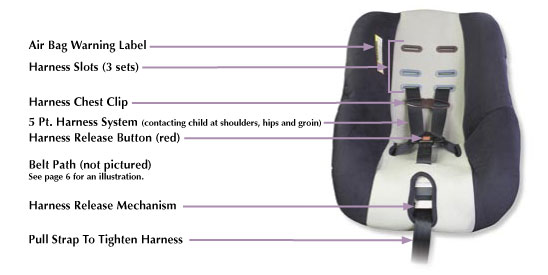
صورة مقعد أمان للأطفال توضح الأجزاء المختلفة منه.

مقاعد السلامة للأطفال هي المقاعد التي صُممت خصيصاً لحماية الأطفال من الإصابة أو الوفاة أثناء الاصطدامات.

## التصنيفات

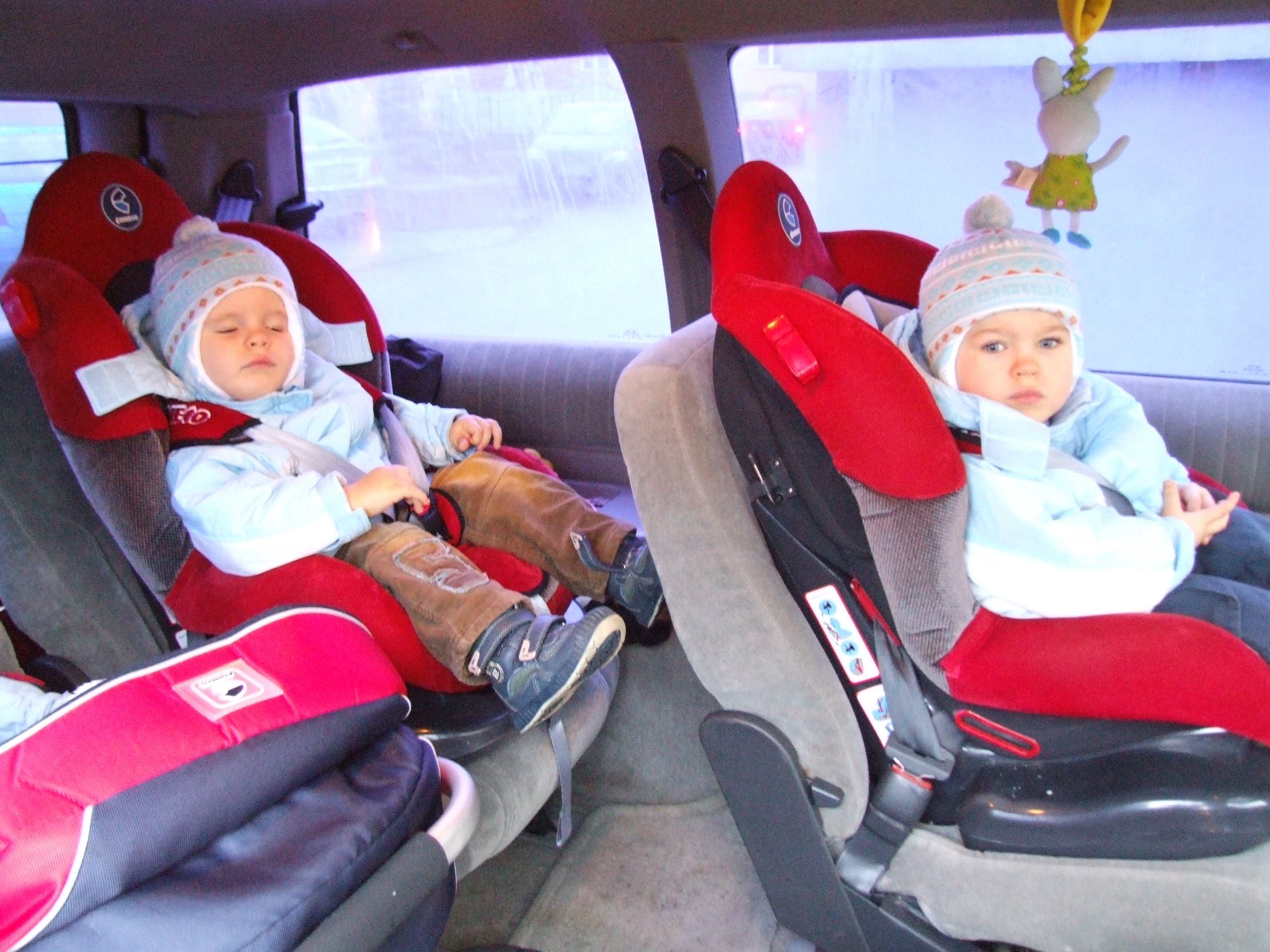
مقاعد السلامة للأطفال

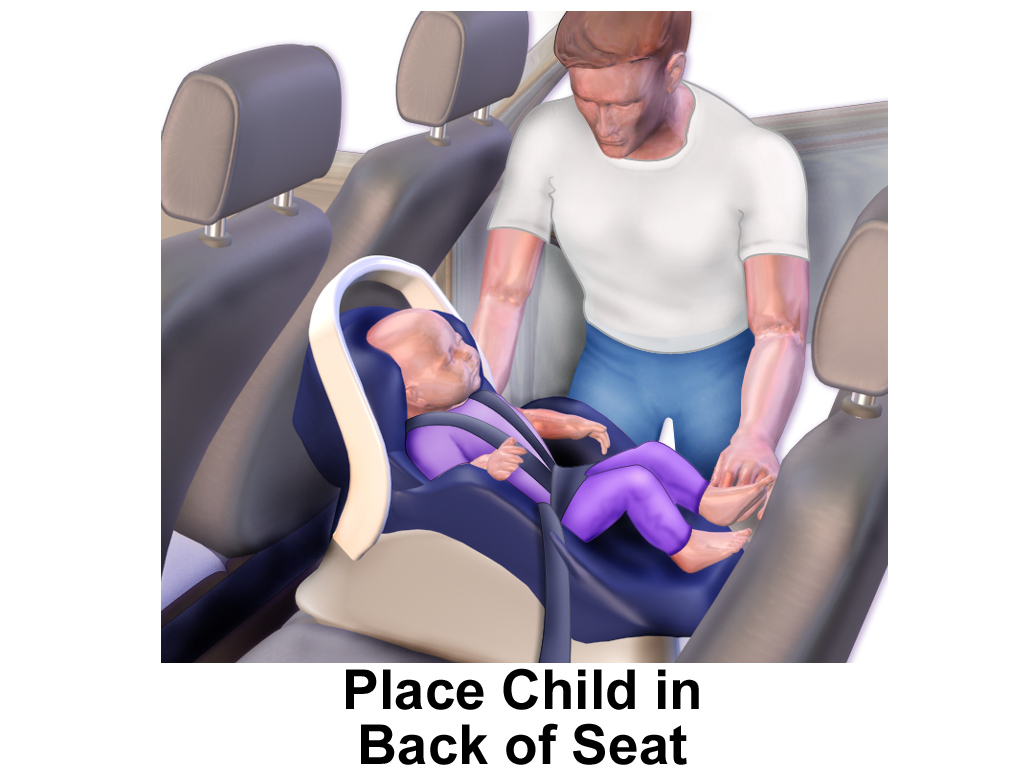
Car Seat - Middle Back Seat
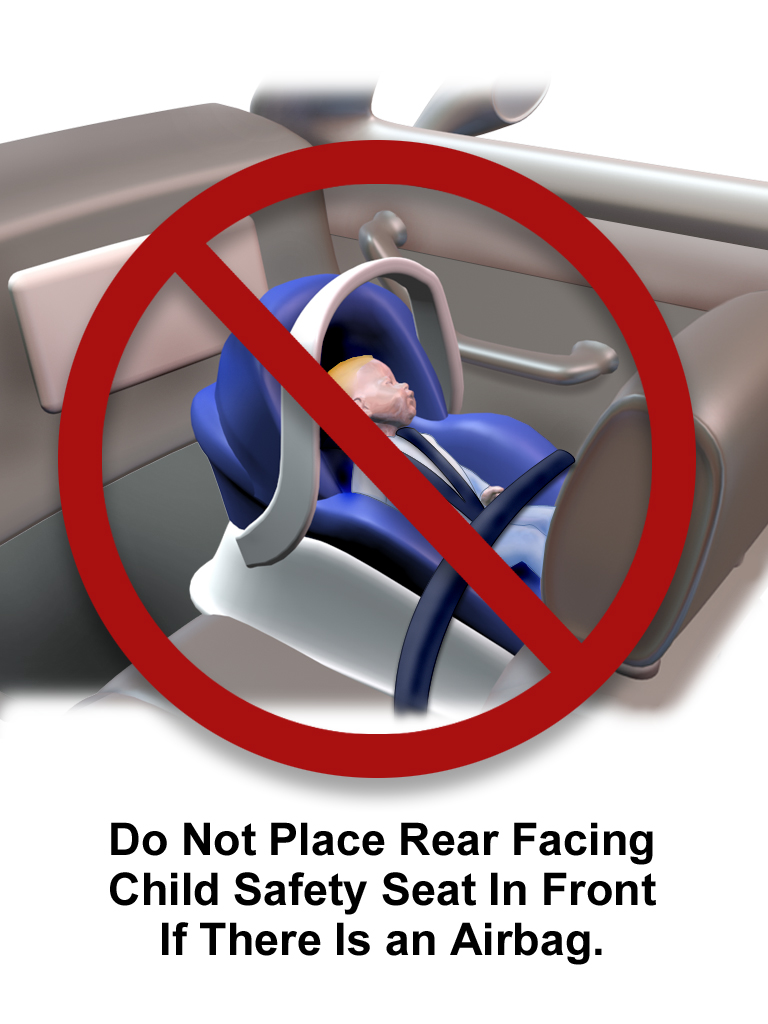
Car Seat - Not in Front Seat

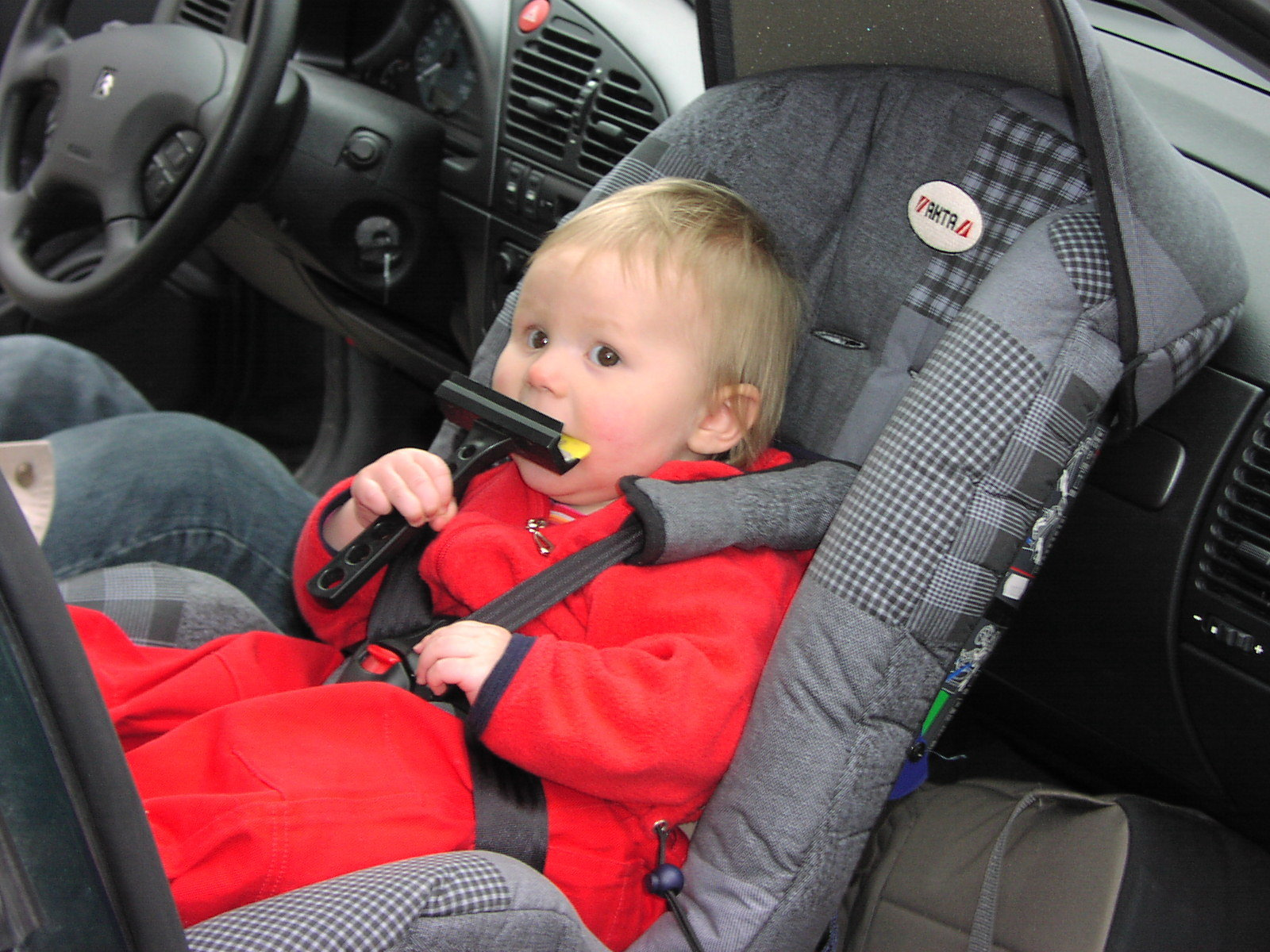
Rear-facing infant car seat

## أنواع

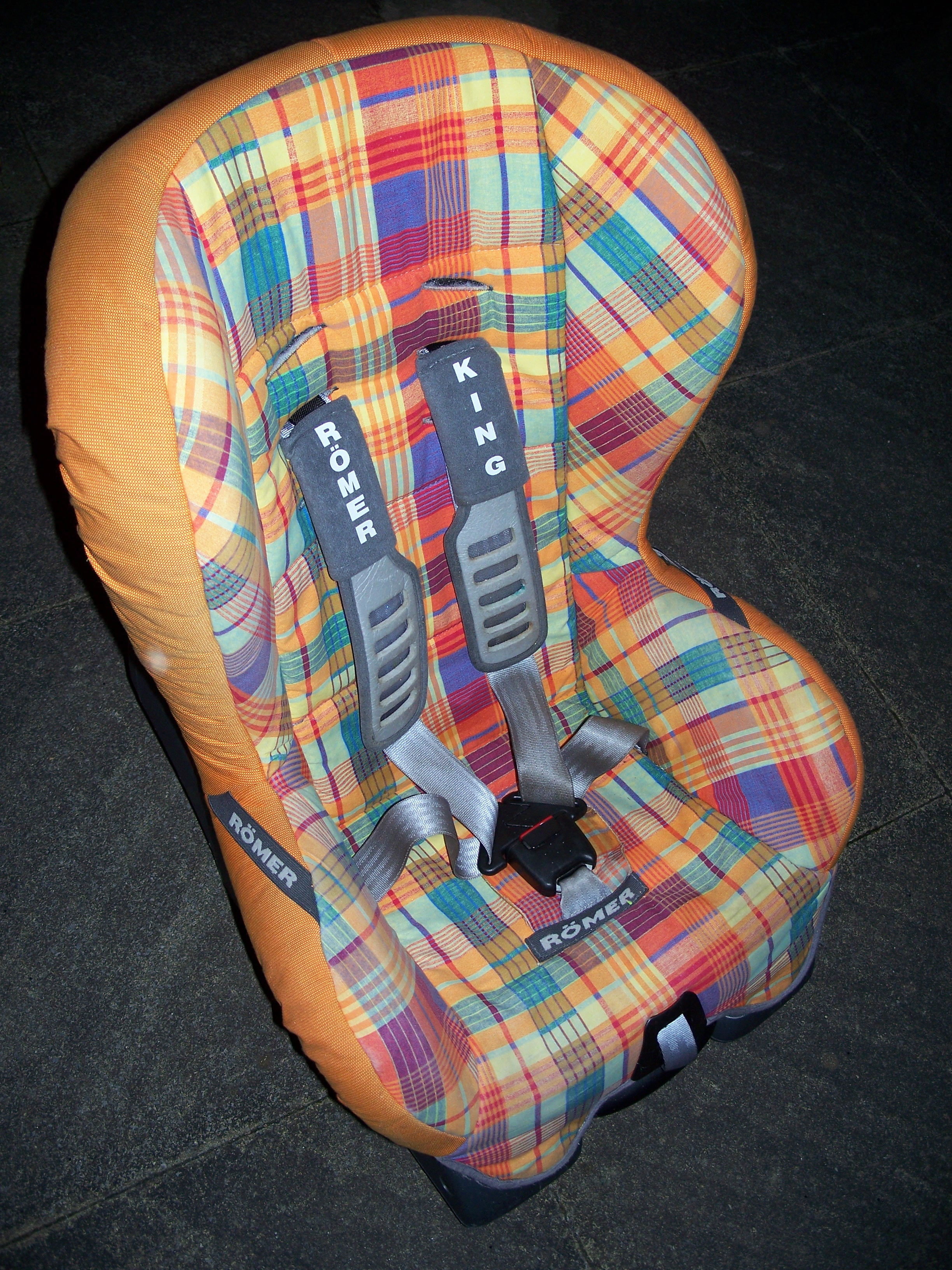
مقعد سلامة الطفل

## المخاطر

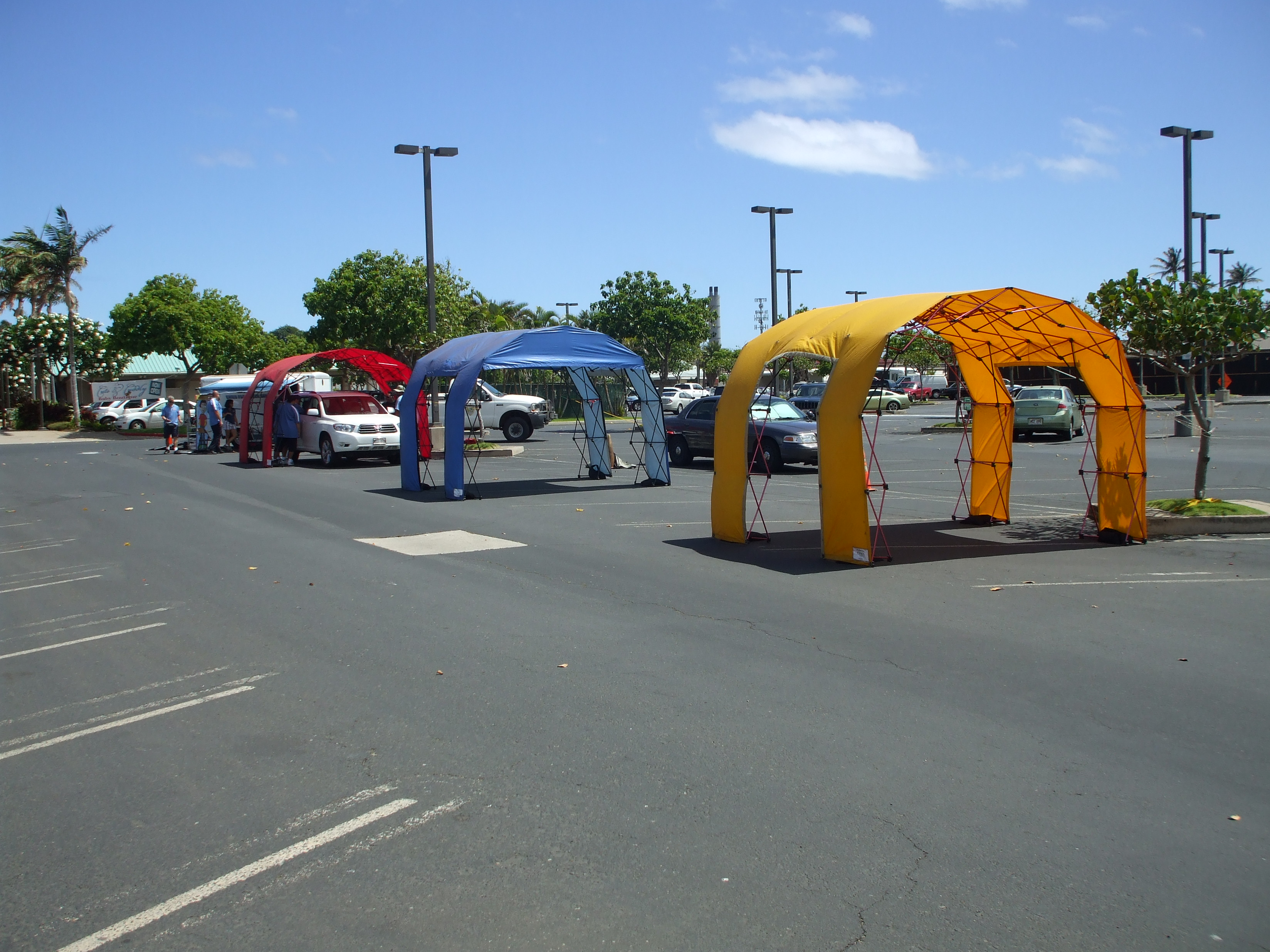
Child Safety Seat Inspection site by the Maui Police Department

## وصلات خارجية
- Safercar.gov For information on child restraint use in the U.S.
- 2007 RTA / NRMA / RACV (Australian) Crash Test Results
- National Child Passenger Safety Board: Standardized curriculum used to train and certify child passenger safety technicians and instructors